# Ernst Jünger

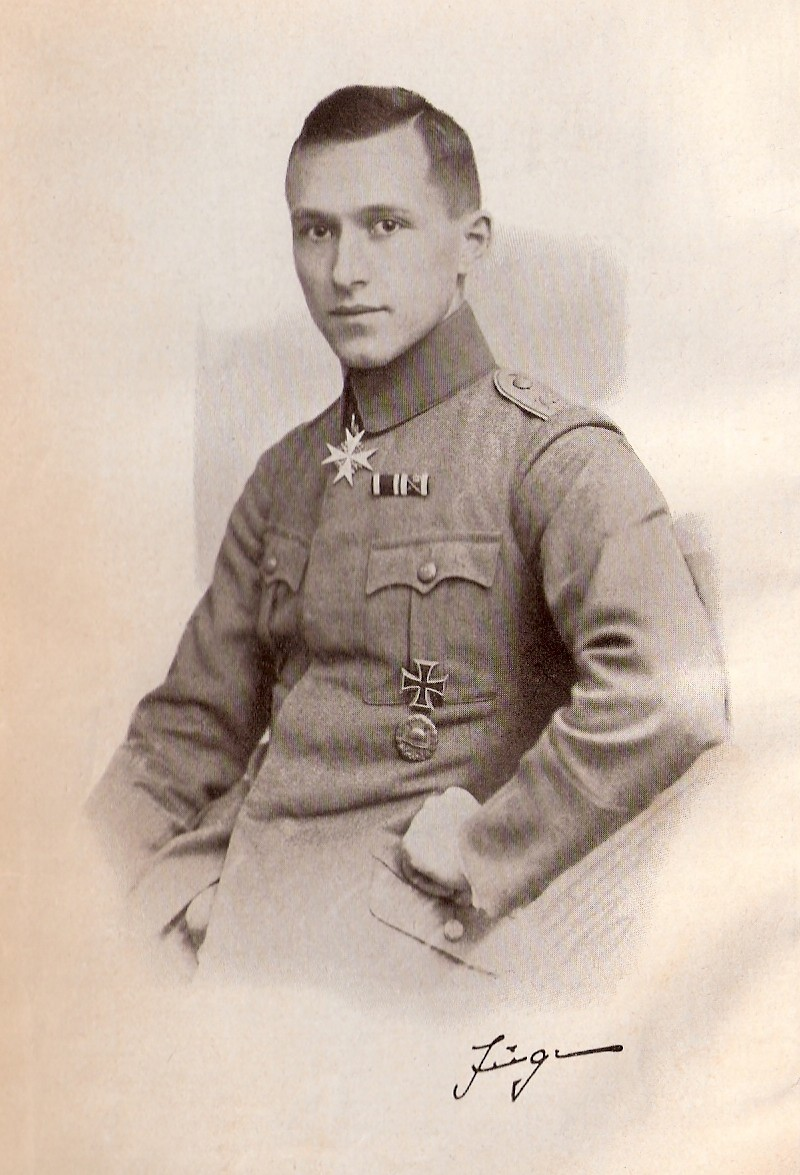
Ernst Jünger

Ernst Jünger (29. března 1895 Heidelberg – 17. února 1998 Riedlingen) byl německý spisovatel, publicista, filozof a entomolog. Byl starším bratrem Friedricha Georga Jüngera.

## Život
Ernst Jünger vyrůstal v Hannoveru a v mládí byl členem hnutí Wandervogel. Po útěku z domova a působení ve Francouzské cizinecké legii se jako německý voják zúčastnil první světové války na západní frontě a byl vyznamenán nejvyšším německým vojenským vyznamenáním Pour le Mérite. Až do roku 1998 byl jeho posledním žijícím nositelem.
Po první světové válce sloužil až do roku 1923 v armádě a vystudoval mořskou biologii, botaniku, zoologii a filosofii a stal se známým entomologem. V roce 1925 se oženil s Grethou von Jeinsen, se kterou měl dvě děti.
Již v roce 1920 vydal svou knihu In Stahlgewittern, která popisuje jeho zkušenosti z první světové války. Krom beletristických děl později publikoval i díla filosoficky orientovaná, např. Der Arbeiter, Herrschaft und Gestalt, a byl též činný publicisticky. Z pravicově nacionalistických pozic se ostře stavěl proti Výmarské republice, ale odmítal i Hitlerův národní socialismus.
Po nástupu Hitlera k moci se jej nacisté pokoušeli získat na svou stranu, ale Jünger odmítl i předsednictví nacistickému svazu spisovatelů Der Reichsverband Deutscher Schriftsteller a od roku 1938 měl zákaz publikační činnosti. Během druhé světové války sloužil v hodnosti kapitána na administrativní pozici v Paříži, a to až do roku 1944.
Po konci války dostal Jünger opět zákaz publikování, tentokráte od britské okupační správy, který trval po čtyři roky. Do konce svého dlouhého života se věnoval literární tvorbě, v roce 1981 byl oceněn cenou Prix mondial Cino Del Duca. V roce 1996 konvertoval ke katolickému vyznání. Zemřel o dva roky později, pochován byl ve Wilflingenu (Badensko-Württembersko).

## Dílo (výběr)
- In Stahlgewittern, 1920 (česky Academia 2021; V bouřích ocele, ISBN 978-80-200-3197-6)
- Der Kampf als inneres Erlebnis, 1922
- Das Wäldchen 125, 1925
- Feuer und Blut, 1925
- Das abenteuerliche Herz, 1929
- Die totale Mobilmachung, 1931
- Der Arbeiter, Herrschaft und Gestalt, 1932

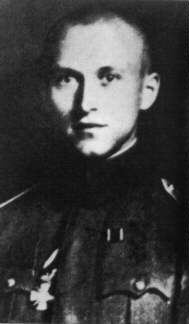
Ernst Jünger během první světové války

- Geheimnisse der Sprache, 1934
- Blätter und Steine, 1934
- Afrikanische Spiele, 1936
- Auf den Marmorklippen, 1939
- Gärten und Straßen, 1942
- Myrdun. Briefe aus Norwegen, 1943
- Der Friede, 1947
- Atlantische Fahrt, 1947
- Sprache und Körperbau, 1947
- Ein Inselfrühling, 1948
- Heliopolis, 1949
- Strahlungen, 1949
- Über die Linie, 1950
- Ernst Jünger během první světové válkyDer Waldgang, 1951
- Besuch auf Godenholm, 1952
- Der Gordische Knoten, 1953
- Das Sanduhrbuch, 1954
- Am Sarazenenturm, 1955
- Rivarol, 1956
- Hrob E. Jüngera ve WilflingenuSerpentara, 1957
- Gläserne Bienen, 1957
- San Pietro, 1957
- Jahre der Okkupation, 1958
- An der Zeitmauer, 1959
- Sgraffiti, 1960
- Der Weltstaat, 1960
- Ein Vormittag in Antibes, 1960
- Das spanische Mondhorn, 1963
- Sturm, 1963
- Geheimnisse der Sprache, 1963
- Typus, Name, Gestalt, 1963
- Werke, 1961-1965
- Grenzgänge, 1966
- Subtile Jagden, 1967
- Im Granit, 1967
- Federbälle, 1969

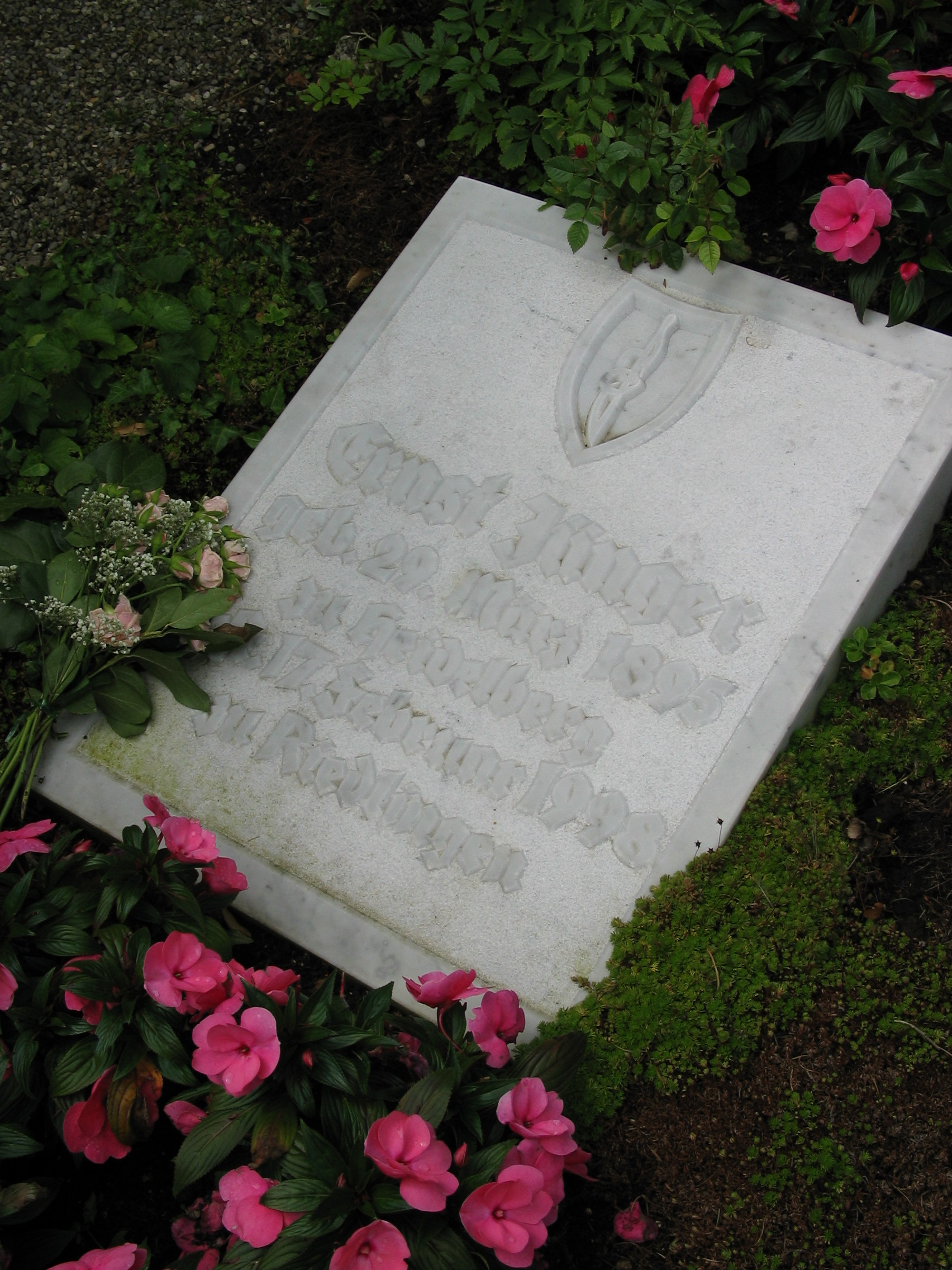
Hrob E. Jüngera ve Wilflingenu

- Annäherungen: Drogen und Rausch, 1970
- Ad hoc, 1970
- Lettern und Ideogramme, 1970
- Sinn und Bedeutung, 1971
- Die Zwille, 1973
- Zahlen und Götter; Philemon und Baukis, 1974
- Eumeswil, 1977
- Sämtliche Werke, 1979
- Paul Léautaud in Memoriam, 1980
- Siebzig Verweht, 1980-81
- Flugträume, 1983
- Aladins Problem, 1983
- Autor und Autorschaft, 1984
- Eine gefährliche Begegnung, 1985
- Zwei Mal Halley, 1987
- Die Schere, 1990
- Zwei Schere , 1991